# Budai
« Hotei » redirige ici. Pour le chanteur et musicien japonais, voir Tomoyasu Hotei.

Budai et ses disciples, grottes de Feilai Feng, Temple de Lingyin, Hangzhou, Chine

Budai (布袋 en chinois) ou Hotei (布袋, en japonais), Bố Đại (en vietnamien), également connu sous le surnom de « Bouddha rieur », est une figure majeure, dans la tradition populaire, en Asie, et notamment dans le  bouddhisme, le taoïsme, et le shintoïsme. Il représente généralement la générosité, la fortune et l'abondance. 
Son nom signifie littéralement « sac en tissu ». Il était à l'origine un moine chan chinois, né à Fenghua dans le Zhejiang sous la dynastie des Liang postérieurs (Xe siècle). Il est considéré, selon l'école bouddhiste mahāyāna, comme une incarnation de Maitreya, futur bouddha. Il serait mort en 916.
Adopté par le taoïsme, il est admis dans cette tradition comme un dieu du contentement et de l'abondance.
Lors de son passage au Japon, il a intégré le panthéon shintoïste, et fait partie des Sept Divinités du Bonheur. 

## Représentations
Budai est généralement représenté avec un visage rieur souriante, avec son large ventre à l'air, chauve, des oreilles aux lobes très longs (signe de haute spiritualité) et portant un sac de toile (budai en chinois, duquel il a tiré son nom) ainsi qu'un bâton. L'estomac était considéré dans la mythologie chinoise comme le siège de l'âme, et le large ventre de Budai peut être vu comme une allégorie de son grand cœur.[réf. nécessaire]
La légende dit qu'il mettait dans son sac les jouets en bois cassés que les enfants lui confiaient et qu'il les rapportait réparés. C'est pourquoi on peut souvent le voir représenté avec des enfants autour de lui.

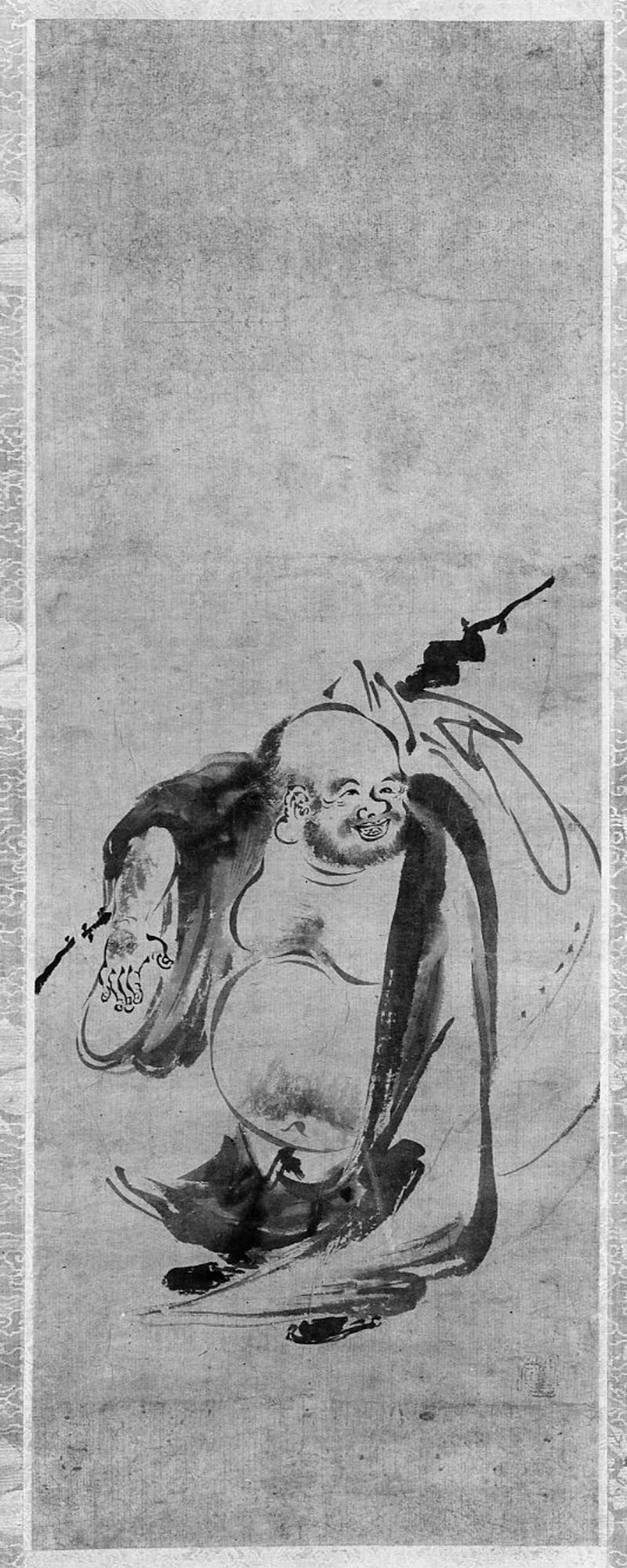
« Hotei », par Shōkei Kenkō. Fin du XVe siècle. MET.